# (336465) Deluna
(336465) Deluna es un asteroide perteneciente al cinturón de asteroides, descubierto el 4 de noviembre de 2008 por Gustavo Muler y Jose Maria Ruiz desde el Observatorio Nazaret en Lanzarote, España.

## Designación y nombre
Designado provisionalmente como 2008 VR3. Fue nombrado por Luna Ruiz (n. 2000)  quien es hija del codescubridor J.M. Ruiz.

## Características orbitales
Deluna está situado a una distancia media del Sol de 2,729 ua, pudiendo alejarse hasta 2,991 ua y acercarse hasta 2,466 ua. Su excentricidad es 0,096 y la inclinación orbital 6,682 grados. Emplea 1646,41 días en completar una órbita alrededor del Sol.

## Características físicas
La magnitud absoluta de Deluna es 16,67. Tiene 2,989 km de diámetro. Su albedo se estima en 0,054.